# Дискография Любови Успенской
Дискография российской певицы Любови Успенской включает в себя двенадцать студийных альбомов, один концертный альбом, семь сборников, один видеоальбом, сорок восемь синглов и двадцать два видеоклипа.

## Хронология
Свой первый студийный альбом My Loved One Успенская выпустила в 1985 году в США. Певица пользовалась большой популярностью в эмигрантской среде, поэтому официальные продажи диска вскоре превысили миллион копий, благодаря чему он от Американской ассоциации звукозаписывающих компаний получил платиновый статус. В 1993 году певица посетила с гастролями Россию, где презентовала новый альбом «Экспресс в Монте-Карло» и переиздание дебютного альбома под названием «Любимый», а также сняла видеоклипы на песни «Гусарская рулетка» и «Кабриолет». В 1994 году состоялся концерт в гостинице «Метрополь», запись с него попала на концертный альбом «Концерт в „Метрополе“». С 1994 по 1997 год Успенская выпустила четыре студийных альбома: «Не забывай», «Далеко, далеко», «Карусель» и «Пропадаю я», после чего вернулась обратно в США.
Вновь Успенская вернулась в Россию в 2003 году и представила альбом «Горький шоколад». Также были выпущены видеоклипы «Ветер» и «Я буду очень по тебе скучать» совместно с Владиславом Медяником. В 2007 году был выпущен восьмой альбом «К единственному, нежному». В 2010 году певица выпустила альбом «Лети, моя девочка, лети», синглы «Скрипка» и «Лети, моя девочка, лети» получили активную поддержку на киевских радиостанциях. С 2014 года певица активно начинает выпускать песни совместно с другими исполнителями. Так, в 2014 году вышел сингл «Я тоже его люблю», записанный совместно с Ириной Дубцовой, который смог попасть в первую двадцатку украинского радиочарта Tophit. В следующем году был выпущен сингл «Таблетка» совместно со Славой. В 2016 году были выпущены синглы «Забываю» с Филиппом Киркоровым и «Где ты был» с Домиником Джокером, которые вошли в новый альбом певицы «Ещё люблю». Свой двенадцатый альбом Успенская выпустила в 2019 году, в него попали синглы «Значит, пора» и «Panda E».

## Альбомы

### Студийные альбомы
| Название                                         | Детали                                                                            | Высшая позиция | Сертификации       |
| Название                                         | Детали                                                                            | Россия         | Сертификации       |
| ------------------------------------------------ | --------------------------------------------------------------------------------- | -------------- | ------------------ |
| My Loved One («Любимый»)                         | - Релиз: 1985 - Лейбл: Frans Production - Формат: LP, CD, кассета                 | —              | - RIAA: Платиновый |
| «Экспресс в Монте-Карло»                         | - Релиз: 1993 - Лейбл: Jeff Records, AVA Records - Формат: CD, кассета            | —              |                    |
| «Не забывай»                                     | - Релиз: 9 сентября 1993 - Лейбл: Jeff Records, AVA Records - Формат: CD, кассета | —              |                    |
| «Далеко, далеко»                                 | - Релиз: 30 апреля 1995 - Лейбл: Союз - Формат: CD, кассета                       | —              |                    |
| «Карусель»                                       | - Релиз: 9 марта 1996 - Лейбл: Master Sound Records, Союз - Формат: CD, кассета   | —              |                    |
| «Пропадаю я»                                     | - Релиз: 10 октября 1997 - Лейбл: Союз - Формат: CD, кассета                      | —              |                    |
| «Горький шоколад»                                | - Релиз: 10 сентября 2003 - Лейбл: Artur Music - Формат: CD, кассета              | —              |                    |
| «К единственному, нежному»                       | - Релиз: 10 октября 2007 - Лейбл: Союз - Формат: CD, кассета                      | —              |                    |
| «Лети, моя девочка, лети»                        | - Релиз: 7 октября 2010 - Лейбл: CD Land - Формат: CD                             | 12             |                    |
| «История одной любви»                            | - Релиз: 17 апреля 2012 - Лейбл: Союз - Формат: CD                                | —              |                    |
| «Ещё люблю»                                      | - Релиз: 13 октября 2016 - Лейбл: Sweet Rains Records - Формат: Цифровая загрузка | —              |                    |
| «Значит, пора»                                   | - Релиз: 12 апреля 2019 - Лейбл: Cdland Contact - Формат: Цифровая загрузка       | —              |                    |
| Символ «—» означает, что альбом не попал в чарт. |                                                                                   |                |                    |

### Концертные альбомы
| Название                | Детали                                           |
| ----------------------- | ------------------------------------------------ |
| «Концерт в „Метрополе“» | - Релиз: 1995 - Лейбл: Apex Records - Формат: CD |

### Сборники
| Название               | Детали                                                    |
| ---------------------- | --------------------------------------------------------- |
| «Гусарская рулетка»    | - Релиз: 1994 - Лейбл: Jeff Records - Формат: CD, кассета |
| «Кабриолет (The Best)» | - Релиз: 1994 - Лейбл: F2F Music Productions - Формат: CD |
| «Лучшие песни»         | - Релиз: 1998 - Лейбл: Союз - Формат: CD, кассета         |
| «Любовное настроение»  | - Релиз: 2003 - Лейбл: Фирма «Никитин» - Формат: CD       |
| «Настроение шансон»    | - Релиз: 2005 - Лейбл: Фирма «Никитин» - Формат: CD       |
| «Grand Collection»     | - Релиз: 2006 - Лейбл: Квадро-Диск - Формат: CD           |
| «Карета»               | - Релиз: 2007 - Лейбл: Стиль Рекордс - Формат: CD         |

### Видеоальбомы
| Название     | Детали                                    |
| ------------ | ----------------------------------------- |
| «Пропадаю я» | - Релиз: 1997 - Лейбл: Союз - Формат: VHS |

## Синглы

### Как главный исполнитель
| Год                                                                               | Название                                             | Высшая позиция в чартах | Высшая позиция в чартах | Высшая позиция в чартах | Высшая позиция в чартах | Высшая позиция в чартах | Альбом                     |
| Год                                                                               | Название                                             | СНГ                     | Россия                  | Москва                  | Украина                 | Киев                    | Альбом                     |
| --------------------------------------------------------------------------------- | ---------------------------------------------------- | ----------------------- | ----------------------- | ----------------------- | ----------------------- | ----------------------- | -------------------------- |
| 2006                                                                              | «Лодочка» (совместно Рустамом Штаром)                | 290                     | —                       | —                       | —                       | —                       | «Алое сердце»              |
| 2007                                                                              | «Карусель»                                           | 412                     | —                       | —                       | —                       | —                       | без альбома                |
| 2007                                                                              | «Кабриолет»                                          | 241                     | —                       | —                       | —                       | —                       | без альбома                |
| 2007                                                                              | «Гитара»                                             | 169                     | —                       | —                       | —                       | —                       | «К единственному, нежному» |
| 2009                                                                              | «Люба-любонька» (совместно Михаилом Шуфутинским)     | —                       | —                       | —                       | —                       | 63                      | «Дуэты разных лет 2»       |
| 2009                                                                              | «Беги, беги» (совместно Вадимом Тирольским)          | —                       | —                       | —                       | —                       | 98                      | «Лети, моя девочка, лети»  |
| 2009                                                                              | «Подари мне розу алую»                               | —                       | —                       | —                       | —                       | 100                     | «Лети, моя девочка, лети»  |
| 2010                                                                              | «Карета»                                             | —                       | —                       | —                       | —                       | 96                      | «Лети, моя девочка, лети»  |
| 2010                                                                              | «Лети, моя девочка, лети»                            | 187                     | —                       | —                       | —                       | 46                      | «Лети, моя девочка, лети»  |
| 2010                                                                              | «Давай начнём сначала»                               | —                       | —                       | —                       | —                       | 45                      | «Лети, моя девочка, лети»  |
| 2010                                                                              | «Моя осенняя любовь»                                 | —                       | —                       | —                       | —                       | 46                      | «Лети, моя девочка, лети»  |
| 2010                                                                              | «Скрипка»                                            | 170                     | —                       | —                       | —                       | 49                      | «Лети, моя девочка, лети»  |
| 2011                                                                              | «Ловите вора»                                        | —                       | —                       | —                       | —                       | 59                      | «История одной любви»      |
| 2011                                                                              | «Берегу и кораблю» (совместно с Кирой Дымовым)       | 106                     | —                       | —                       | —                       | —                       | «История одной любви»      |
| 2011                                                                              | «История одной любви»                                | 250                     | —                       | —                       | —                       | 55                      | «История одной любви»      |
| 2011                                                                              | «Сирень»                                             | 194                     | —                       | —                       | 71                      | 27                      | «История одной любви»      |
| 2012                                                                              | «Два человека»                                       | —                       | —                       | —                       | 77                      | 23                      | «История одной любви»      |
| 2012                                                                              | «Мы с тобою похожи»                                  | —                       | —                       | —                       | —                       | 73                      | «История одной любви»      |
| 2014                                                                              | «Я тоже его люблю» (совместно с Ириной Дубцовой)     | 58                      | 82                      | —                       | 11                      | 10                      | без альбома                |
| 2014                                                                              | «Горький вкус бузины»                                | 236                     | 11                      | 28                      | —                       | —                       | без альбома                |
| 2015                                                                              | «Таблетка» (совместно со Славой)                     | 38                      | 38                      | 37                      | 91                      | —                       | «Откровенно»               |
| 2016                                                                              | «Вот и расстались» (совместно с Максимом Авериным)   | —                       | —                       | —                       | —                       | 72                      | «Ещё люблю»                |
| 2016                                                                              | «Забываю» (совместно с Филиппом Киркоровым)          | —                       | 52                      | 76                      | —                       | —                       | «Ещё люблю»                |
| 2016                                                                              | «Где ты был» (совместно с Домиником Джокером)        | —                       | —                       | —                       | —                       | —                       | «Ещё люблю»                |
| 2018                                                                              | «Ты же не забыл» (совместно с Настей Каменских)      | 120                     | —                       | —                       | 36                      | 59                      | без альбома                |
| 2018                                                                              | «Значит, пора»                                       | —                       | —                       | —                       | —                       | —                       | «Значит, пора»             |
| 2019                                                                              | «Отпусти» (совместно с Эмином Агаларовым)            | —                       | —                       | —                       | —                       | —                       | без альбома                |
| 2019                                                                              | «А мы любили» (совместно с Брендоном Стоуном)        | —                       | —                       | —                       | —                       | —                       | без альбома                |
| 2019                                                                              | «Ещё минута» (Cover) (совместно с Арой Мартиросяном) | —                       | —                       | —                       | —                       | —                       | без альбома                |
| 2019                                                                              | «Чёрная роза» (совместно с Cygo)                     | —                       | —                       | —                       | —                       | —                       | без альбома                |
| 2019                                                                              | «Бути без тебе» (совместно с Андреем Большедворским) | —                       | —                       | —                       | —                       | —                       | без альбома                |
| 2020                                                                              | «Люба всегда права»                                  | —                       | —                       | —                       | —                       | —                       | без альбома                |
| 2020                                                                              | «Наше лето» (совместно с Брендоном Стоуном)          | —                       | —                       | —                       | —                       | —                       | без альбома                |
| 2020                                                                              | «Я слишком тебя любила»                              | —                       | —                       | —                       | —                       | —                       | без альбома                |
| 2020                                                                              | «Россия-Америка» (совместно с Наргиз)                | —                       | —                       | —                       | —                       | —                       | без альбома                |
| 2020                                                                              | «По полюшку»                                         | —                       | —                       | —                       | —                       | —                       | без альбома                |
| 2021                                                                              | «Берега» (совместно с Людмилой Соколовой)            | 566                     | —                       | —                       | —                       | —                       | «Я стала другой»           |
| 2021                                                                              | «Большая любовь» (совместно с Николаем Басковым)     | 53                      | 37                      | 54                      | —                       | —                       | без альбома                |
| 2021                                                                              | «Фартовая»                                           | —                       | —                       | —                       | —                       | —                       | без альбома                |
| 2022                                                                              | «Ты верни мне её, Москва!» (совместно с TSOY)        | —                       | —                       | —                       | —                       | —                       | без альбома                |
| 2023                                                                              | «Мольба» (совместно с Pacha Tati)                    | —                       | —                       | —                       | —                       | —                       | без альбома                |
| 2023                                                                              | «Россия» (совместно с Еленой Север)                  | —                       | —                       | —                       | —                       | —                       | без альбома                |
| 2023                                                                              | «Дорогами»                                           | —                       | —                       | —                       | —                       | —                       | без альбома                |
| 2023                                                                              | «Безответно» (совместно с «Руки Вверх!»)             | 112                     | 67                      | —                       | —                       | —                       | без альбома                |
| 2024                                                                              | «Сила моя со мной»                                   | —                       | 67                      | —                       | —                       | —                       | без альбома                |
| 2024                                                                              | «Странная жизнь» (совместно с Домиником Джокером)    | —                       | —                       | —                       | —                       | —                       | без альбома                |
| 2024                                                                              | «Ты мне не пара» (совместно с Брэндоном Стоуном)     | —                       | —                       | —                       | —                       | —                       | без альбома                |
| 2024                                                                              | «Холодно»                                            | —                       | —                       | —                       | —                       | —                       | без альбома                |
| 2025                                                                              | «Скажи мне» (совместно с Александром Панайотовым)    | —                       | —                       | —                       | —                       | —                       | без альбома                |
| Символ «—» означает, что сингл не попал в чарт или не выпускался в данной стране. |                                                      |                         |                         |                         |                         |                         |                            |

### Как приглашённый исполнитель
| Год                                                                               | Название                                                  | Высшая позиция в чартах | Высшая позиция в чартах | Высшая позиция в чартах | Альбом      |
| Год                                                                               | Название                                                  | СНГ                     | Россия                  | Москва                  | Альбом      |
| --------------------------------------------------------------------------------- | --------------------------------------------------------- | ----------------------- | ----------------------- | ----------------------- | ----------- |
| 2015                                                                              | «Эх, лук-лучок» (совместно с различными исполнителями)    | 7                       | 6                       | 21                      | без альбома |
| 2020                                                                              | «#СПАСИБОДОКТОРАМ» (совместно с различными исполнителями) | —                       | —                       | —                       | без альбома |
| 2020                                                                              | «Гимн #МыВместе» (совместно с различными исполнителями)   | —                       | —                       | —                       | без альбома |
| Символ «—» означает, что сингл не попал в чарт или не выпускался в данной стране. |                                                           |                         |                         |                         |             |

## Прочие появления
| Год  | Название            | Другие исполнители | Альбом             |
| ---- | ------------------- | ------------------ | ------------------ |
| 1993 | «Странник»          | Илья Резник        | «Кайф»             |
| 1993 | «To, что было»      | Илья Резник        | «Кайф»             |
| 1993 | «Всё будет хорошо!» | Александр Миньков  | «Кайф»             |
| 1993 | «Французская»       | —                  | «Кайф»             |
| 1996 | «Вьюга»             | Владислав Медяник  | «Шкурный вопрос»   |
| 1997 | «Забудь»            | —                  | «Замкнутый круг»   |
| 2001 | «Се-ля-ви»          | Владислав Медяник  | «Се-ля-ви»         |
| 2006 | «Старый парк»       | Михаил Шуфутинский | «Дуэты разных лет» |
| 2008 | «Океан»             | Владислав Медяник  | «Пролито вино…»    |
| 2009 | «Киев-Москва»       | Вадим Тирольский   | «С севера на юг»   |
| 2011 | «Первая любовь»     | Владислав Медяник  | «Планета счастья»  |
| 2019 | «Amore»             | Слава              | «Крик души»        |
| 2020 | «На карю земли»     | Брендон Стоун      | «Цвет любви»       |
| 2020 | «Пингвин»           | Игорь Григорьев    | «Эллипсис»         |
| 2024 | «Холодно»           | Navai              | «Как Есенин»       |

## Музыкальные видео
| Год  | Название                                                           | Режиссёр            |
| ---- | ------------------------------------------------------------------ | ------------------- |
| 1993 | «Гусарская рулетка»                                                | неизвестен          |
| 1993 | «Кабриолет»                                                        | неизвестен          |
| 1995 | «Карусель»                                                         | неизвестен          |
| 1997 | «Пропадаю я»                                                       | неизвестен          |
| 1997 | «Медленный танец»                                                  | неизвестен          |
| 1997 | «Очень красивая женщина»                                           | неизвестен          |
| 2003 | «Ветер»                                                            | неизвестен          |
| 2003 | «Я буду очень по тебе скучать» (совместно с Владиславом Медяником) | неизвестен          |
| 2007 | «К единственному, нежному»                                         | неизвестен          |
| 2013 | «Vaxenum em Kases Che» (совместно с Татой Симонян)                 | неизвестен          |
| 2014 | «Я тоже его люблю» (совместно с Ириной Дубцовой)                   | неизвестен          |
| 2014 | «Горький вкус бузины»                                              | Алексей Голубев     |
| 2015 | «Эх, лук-лучок» (совместно со Олегом Опариным и др.)               | неизвестен          |
| 2016 | «Забываю» (совместно с Филиппом Киркоровым)                        | Олег Гусев          |
| 2019 | «Чёрная роза» (совместно с Cygo)                                   | Алексей Голубев     |
| 2020 | «Люба всегда права»                                                | Артём Сотник        |
| 2020 | «#Спасибо докторам» (совместно с Разными исполнителями)            | неизвестен          |
| 2020 | «Гимн #Мы вместе» (совместно с Разными исполнителями)              | неизвестен          |
| 2021 | «По полюшку»                                                       | Алексей Логвинченко |
| 2021 | «Берега» (совместно с Людмилой Соколовой)                          | Алексей Логвинченко |
| 2021 | «Большая любовь» (совместно с Николаем Басковым)                   | Сергей Ткаченко     |
| 2022 | «Фартовая»                                                         | неизвестен          |